# Szentkúti Nagyboldogasszony-templom
A Szentkúti Nagyboldogasszony Bazilika egy magyarországi római katolikus nemzeti kegyhely. A Basilica Minor rangra emelt kegytemplom Mátraverebélyhez tartozik, de Szentkút település határában áll. A hagyomány szerint 1091-ben a Szent Lászlót üldöző kunok egy völgybe szorították a királyt, aki egy szakadék fölé ért, de onnan reménytelen volt a továbbjutás. Ekkor lovával átugratta a szakadékot és a legenda szerint a patkószegek nyomán forrásvíz fakadt, mégpedig gyógyító forrás. 1700-ban XI. Kelemen pápa kivizsgáltatott néhány Szentkúton történt csodás gyógyulást, és azok valódiságát elfogadta. Napjainkban évente körülbelül 200 000 zarándok látogatja a szentélyt.

## Története
Balogh Antal remete templomépítésbe kezdett annál a forrásnál, melyet egy legenda szerint egy néma fiú talált. Az alapozás elkezdése után az Almásy család támogatásával épült fel a templom 1758-63 között. VI. Pál pápa Bazilika Minor rangot adott a templomnak 1970-ben. 2006-ban Erdő Péter bíboros Nemzeti Kegyhelynek nyilvánította.

## A templom
Hagymasisakú, kéttornyú barokk templom. Bejárata felett a Vereb és az Almásy család címerei láthatók. Jobb oldalán márványtáblák hirdetik a Basilica Minor rangot és azt, hogy kegyhellyé nyilvánították 1290-től. Egy másik márványtábla azt hirdeti, hogy a teljes búcsú minden nap elnyerhető, valamint ennek feltételeit.

## A templom belseje
A templomban egy Szűz Mária-kegyszobrot tartanak. A mennyezeti boltozaton a következő témákat ábrázoló freskók láthatóak: Szent László vizet fakaszt, Szűz Mária mennybevétele és Szűz Mária meggyógyítja a néma pásztorfiút. Bal oldalon Szent Istvánt és Assisi Szent Ferencet, míg jobb oldalon Szent Józsefet és Szent Erzsébetet ábrázoló üvegablakok láthatóak.

## Búcsúk
XI. Kelemen pápa már 1710-től búcsújáróhelynek nyilvánította (pedig akkor még csak kápolna volt itt), majd VI. Piusz pápa megerősítette. Ebben a kápolnában volt az a kegyszobor, amely ma is a templomhoz tartozik. A templomba és a körülötte elterülő Mátraverebély-Szentkút Nemzeti Kegyhelyre zarándokok érkeznek egyházmegyei, katolikus mozgalmak vagy etnikumi szervezésben. Fogadásukat a ferences rend látja el. A főbúcsú napja augusztus 15-én, Nagyboldogasszony, Mária mennybevétele napján van. A tömeges zarándoklatokat búcsúnaptár szabályozza, amelynek kihirdetésére a ferencesek egy „Szentkút” című lapot nyomtatnak évente kétszer. 2010 körül a templom és a kegyhely látogatottsága ugrásszerűen megnőtt.
Hatodik Pius pápa. Örök emlékezetre. A híveknek isteni tiszteletök öregbítésére, és a lelkek üdvösségére, az anyaszentegyház mennyei kincseiből, mindnyájatoknak, kik igazán penitencziát tartván s meggyónván, azután az oltári szentségben részesülvén, esztergami püspöki megyében Mátraverebélyi sz. kúti gyümölcsoltó Boldogasszony, makula nélkül való szűz Mária tiszteletére levő templomot, (melyben más búcsú is találtatik engedve, de melyet most apostoli hatalommal megváltoztatunk.) Nagy-Boldogasszony ünnepén, és mindjárt ugyanazon ünnepelötti két napon minden évben ájtatosan maglátogatják, és ottan a kereszttény fejedelmek egyességeért, az eretnekségek kiírtásáért és az anyaszentegyház felmagasztaltatásaért az Istenhez ájtatos könyörgéssel esedeznek; hogy Krisztusnak minden hívei, azon három napon, maguk tetszése szerint, esztendőben csak egyszer választván napot, teljes bucsút nyerhessenek. Ezenfelül mindazoknak, kik igazán penitencziát tartván, és meggyónván, azután pedig az oltári szentségekben is részesülvén, az említett templomot, azon boldog makula nélkül való szűz Mária hat ünnepein; pünkösd vasárnapján, páduai sz. Antal és sz. Anna asszony napján, ájtatosan, mint föllebb, meglátogatják és imádkoznak, mely napon az említett napok közül ezt cselekszik, hasonlóképpen teljes búcsút és minden bűneik bocsánatját irgalmasan az Urban megengedjük; e jelen való engedésünk mindenkor jövendőre tulajdon erejében megmaradván.

Költ Rómában, nagyobb szent Máriánál a halász gyürüje alatt, július 17-én 1782-ik évében a Krisztusnak, pápaságunk 8-dik évében. J. Card. de Comitibus
A búcsúkat végül Magyarországon kellett kihirdetni: „Helyesnek elismertetik és köztudományra bocsáttatik. Báró Luzénszky László esztergomi generális vicarius által. Esztergom, május 20-án 1783-ban.”